# 다마가와 구청 OF THE DEAD
《타마가와 구청 OF THE DEAD》(일본어: 玉川区役所 OF THE DEAD)는 2014년 10월 3일부터 12월 19일까지 매주 금요일 24:12 ~ 24:52(〈드라마 24〉 시간대)에 TV 도쿄에서 방송된 텔레비전 드라마이다. 주연은 하야시 켄토.

## 캐스트

### 타마가와 구청 특별 복지과

#### 활동계
아카바 신스케 - 하야시 켄토 (소년 시절:이치무라 리온)

타치바나 린 - 히로세 아리스 (어린 시절:시노카와 모모네)

오오카와 츠요시 - 타카하시 츠토무

#### 관리계
타노쿠라 케이 - 카타기리 진

오노 나기사 - 토요타 에리

토리코시 스스무 - 미즈사와 싱고

오오모리 준이치로 - 후루타치 칸지
과장.

#### 관계자
코다 켄지 - 카네코 노부아키 (소년 시절:타카하시 케이타)

마치다 쇼코 - 카와이 아오바

사츠카와 루이 - 키시이 유키노

### 아카바가(家)
아카바 신이치 - 마츠자와 카즈유키

아카바 미도리 - 치바 마사코

사사키 미와 - 타바타 토모코

사사키 나오히로 - 콘도 코엔

## 스태프
- 각본 - 아라이 유카, 아카마츠 요시마사
- 음악 - 미사와 야스히로
- 감독 - 카와하라 마사히코, 쿠마사카 이즈루
- 오프닝 테마 - THE BAWDIES 〈NO WAY〉 (Victor/Getting Better)
- 엔딩 테마 - FLOWER FLOWER 〈멋진 세계〉 (Sony Music Records/gr8!records)
- 타이틀 백 - 오카무네 슈고
- 치프 프로듀서 - 나카가와 준페이 (TV 도쿄)
- 프로듀서 - 아사노 후토시 (TV 도쿄) / 후지타 다이스케, 미야타 코타로
- 제작 - TV 도쿄, 스튜디오 블루
- 제작 저작 - 〈타마가와 구청 OF THE DEAD〉 제작 위원회

## 방송 일자
| 각 화  | 방송일          | 부제                             | 각본                                          | 감독              |
| ------ | --------------- | -------------------------------- | --------------------------------------------- | ----------------- |
| 제1화  | 2014년 10월 3일 | 타마가와 구청 좀비과             | 아라이 유카                                   | 카와하라 마사히코 |
| 제2화  | 10월 10일       | 좀비VS크레이머                   | 아라이 유카                                   | 카와하라 마사히코 |
| 제3화  | 10월 17일       | 캠페인 DIE 패닉                  | 아라이 유카                                   | 카와하라 마사히코 |
| 제4화  | 10월 24일       | 오오쿠 타마 좀비 페스티벌 (전편) | 아라이 유카 쿠마사카 이즈루                   | 쿠마사카 이즈루   |
| 제5화  | 10월 31일       | 오오쿠 타마 좀비 페스티벌 (후편) | 아라이 유카 쿠마사카 이즈루                   | 쿠마사카 이즈루   |
| 제6화  | 11월 7일        | 어느 개그 콤비의 우울            | 아카마츠 요시마사 아라이 유카                 | 쿠마사카 이즈루   |
| 제7화  | 11월 14일       | 좀비 갸루의 유혹                 | 아카마츠 요시마사 아라이 유카                 | 카와하라 마사히코 |
| 제8화  | 11월 21일       | 좀비 옥션                        | 아카마츠 요시마사 아라이 유카 쿠마사카 이즈루 | 쿠마사카 이즈루   |
| 제9화  | 11월 28일       | Welcome to Z                     | 아카마츠 요시마사 아라이 유카                 | 쿠마사카 이즈루   |
| 제10화 | 12월 5일        | 멈추지 않는 진화                 | 아카마츠 요시마사 쿠마사카 이즈루             | 쿠마사카 이즈루   |
| 제11화 | 12월 12일       | 안녕, 린!                        | 아카마츠 요시마사 쿠마사카 이즈루             | 쿠마사카 이즈루   |
| 제12화 | 12월 19일       | 타마가와 구청 DEAD or ALIVE      | 아카마츠 요시마사 쿠마사카 이즈루             | 쿠마사카 이즈루   |